# Zwi-Perez-Chajes-Schule
Die Zwi-Perez-Chajes-Schule (kurz ZPC) ist eine nach dem Rabbiner Zwi Perez Chajes benannte Schule in Wiener Stadtteil Leopoldstadt. Träger ist der Verein zur Erhaltung der Zwi-Perez-Chajes-Schule der Israelitischen Kultusgemeinde Wien (IKG).

## Standort
Die Schule, vorerst nur ein Gymnasium, befand sich von 1919 bis 1923 im 1. Wiener Gemeindebezirk, Drahtgasse 4 (im Patzelt-Hof, beim Judenplatz), von 1923 an im 2. Bezirk, wo damals ein hoher jüdischer Bevölkerungsanteil bestand. Hier war die Schule Jahrzehnte lang in der Castellezgasse 35 beim Augarten untergebracht.
1935 wurde das Gymnasium bis zur NS-Zeit an einen zusätzlichen Standort im 20. Bezirk, an der Staudingergasse (Brigittenauer Seite des Augartens), verlegt, an der Castellezgasse eine jüdische Volksschule errichtet. 1980 konnte der Volksschulbetrieb, vorerst im IKG-Gebäude an der Seitenstettengasse im 1. Bezirk, von 1984 an in der Castellezgasse, wieder aufgenommen werden; in diesem Jahr wurde dort auch das Gymnasium wieder eröffnet.
Seit 2008 befindet sich der neu errichtete Schulcampus in der Simon-Wiesenthal-Gasse 3 nahe der U-Bahn-Station Donaumarina.

## Geschichte
Die Geschichte des Realgymnasiums geht auf das am 1. Oktober 1919 eröffnete Jüdische Privatrealgymnasium zurück. Mangels öffentlicher Zuschüsse war die Schule auf Schulgelder und Spenden angewiesen. Ihre finanzielle Situation stellte sich fortwährend als prekär dar. Es war nicht möglich die Gehälter der Lehrer pünktlich zu bezahlen. Besucht wurde die Schule vor allem von Kindern jüdisch-galizischer Eltern, die nach dem Ende Österreich-Ungarns in Österreich als Ausländer galten und daher keine öffentlichen Schulen besuchen konnten. Anders als an den öffentlichen und auch an jüdischen Schulen zur damaligen Zeit üblich, wurden Mädchen und Jungen gemeinsam unterrichtet. Der Samstag war unterrichtsfrei, dafür wurde auch am Sonntag unterrichtet. Darüber hinaus gab es zunächst für fünf Stunden, später in vier Stunden Hebräischunterricht, der kulturell, literarisch und nicht religiös ausgerichtet war. Schuldirektor war Viktor Kellner. Als Lehrer waren vor allem sogenannte Westjuden aus Böhmen, Mähren oder Wien tätig. Jüdische Fächer wurden von aus Galizien stammenden, ostjüdischen Lehrern unterrichtet. 1921 wurde der Schule das Öffentlichkeitsrecht verliehen. Das Niveau der Schule wurde von staatlichen Schulinspektoren als überdurchschnittlich eingeschätzt.
Den heutigen Namen trägt die Einrichtung seit 1927. Von 1933 an unterrichtete hier unter anderen die spätere SPÖ-Bildungspolitikerin Stella Klein-Löw.
Nach dem „Anschluss“ Österreichs im Jahre 1938 an das Deutsche Reich wurde die Schule am 17. Oktober 1939 geschlossen, diente jedoch bis 1941 dem Unterricht jüdischgläubiger, schulpflichtiger Kinder als Vorbereitung für die Auswanderung.
Von 1941 bis 1945 befand sich in dem Schulgebäude eine von den nationalsozialistischen Machthabern geschaffene Sammeleinrichtung für den Transport jüdischer Bürger in Konzentrationslager.

## Neuanfang nach dem Zweiten Weltkrieg

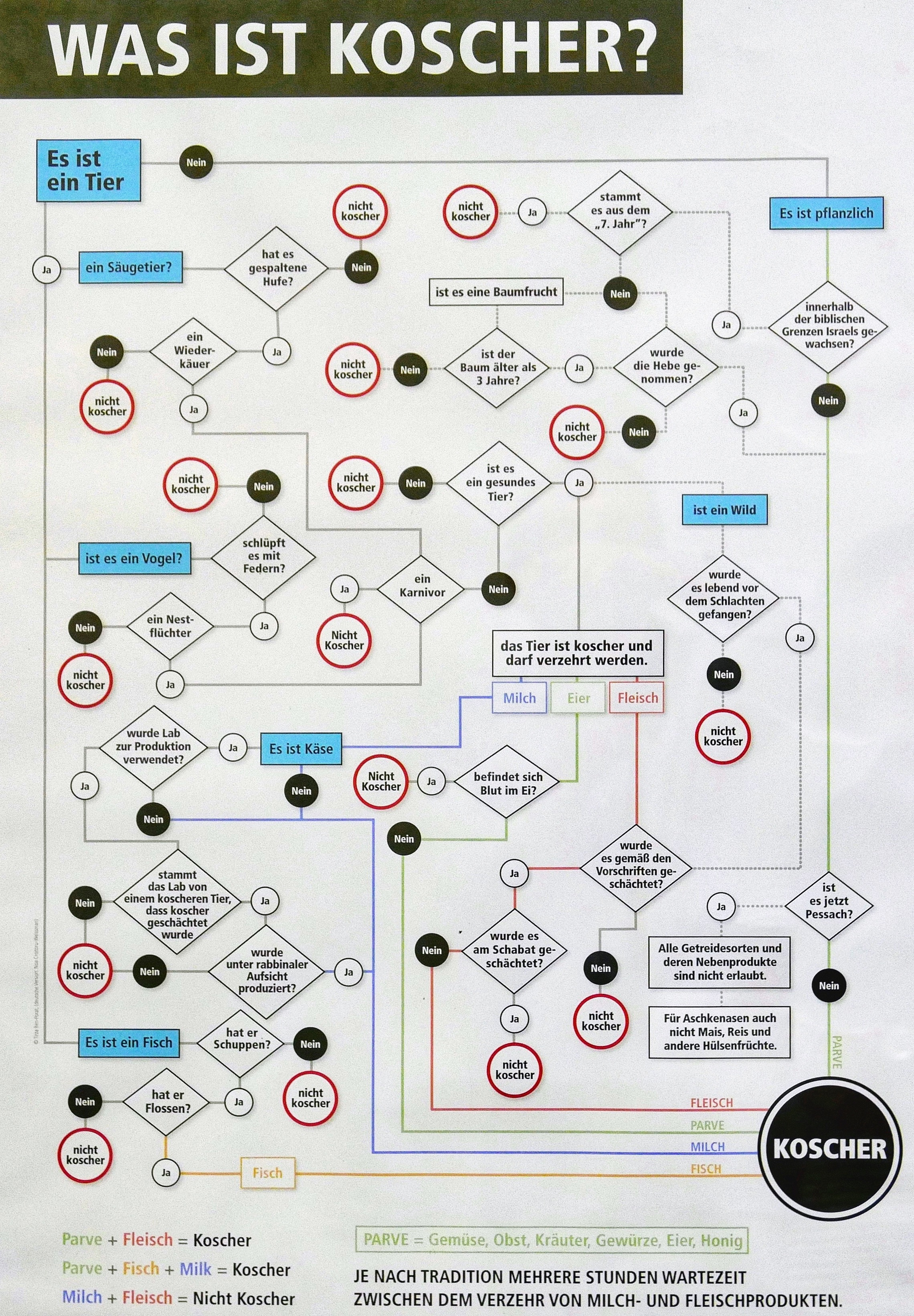
„Was ist koscher?“, Plakat in der Zwi-Perez-Chajes-Schule der Israelitischen Kultusgemeinde (IKG) Wien, März 2017

Die Gebäude gelangten nach 1945 wieder in den Besitz der früheren Eigner. (Der Bezirk befand sich bis 1955 im sowjetischen Sektor Wiens.) Die Wiederaufnahme des Schulbetriebs (nur Volksschule) war erst 1980 möglich. Nach verschiedenen baulichen und organisatorischen Veränderungen konnte 1992 die erste Matura nach dem Zweiten Weltkrieg abgenommen werden.
Der 2006 begonnene Neubau am Rand des Praters wurde 2008 der Nutzung übergeben. Der Campus umfasst heute Kindergarten, Volksschule und Gymnasium.

## Schulisches Angebot
Die Zwi-Perez-Chajes-Schule bietet alle Fächer des im österreichischen Bildungssystem vorgeschriebenen Bildungskanons an, jedoch durch Fächer mit Bezug zum Judentum erweitert. Neuhebräisch und Englisch sind von der 5. Schulstufe an die ersten lebenden Fremdsprachen. Jüdische Geschichte und Jüdische Religion sind Pflichtfächer in der Maturaprüfung.

## Sonstiges
Entsprechend den Vorgaben des Trägervereins halten die Schule und ihre Schülerinnen und Schüler den Schabbat, die jüdischen Feiertage sowie das tägliche Morgengebet ein. Es wird koschere Verpflegung gereicht und die Kippa getragen.